# Nội chiến Somalia (2009–nay)
Chiến tranh ở Somalia (2009 đến nay) là một giai đoạn Nội chiến Somali tập trung ở miền nam và miền trung Somalia. Bắt đầu từ khoảng cuối tháng 1 năm 2009 với cuộc xung đột chủ yếu giữa lực lượng Chính phủ Liên bang Somalia (được hỗ trợ bởi quân đội gìn giữ hòa bình của Liên minh châu Âu) và Al-Qaeda liên kết với các chiến binh Al-Shabaab.
Xung đột bắt đầu vào tháng 1 năm 2009 khi quân đội Ethiopia rút khỏi Somalia, tạo cho Al-Shabaab một khoảng trống quyền lực tại quốc gia này. Những người Hồi giáo được cho là đã đạt được thành công lớn nhất cho đến nay khi chiếm được Baidoa, thủ đô lâm thời của Chính phủ Liên bang Chuyển tiếp (TFG). Al-Shabaab tiếp tục cuộc xung đột chống lại TFG và AMISOM trong suốt năm 2010, giành được thành công lớn hơn khi chiến đấu với lực lượng chính phủ. Sự ủng hộ của địa phương đối với tổ chức tiếp tục phát triển, một phần được giúp đỡ bởi hệ thống thực thi pháp luật và công lý tương đối thành công tại các khu vực do Al-Shabaab quản lý.

## Bối cảnh
Được thành lập vào năm 2004 và được sự công nhận của quốc tế, sự hỗ trợ của Chính phủ Liên bang Chuyển tiếp (TFG) ở Somalia đã suy yếu cho đến khi quân đội Ethiopia can thiệp vào năm 2006 do Hoa Kỳ hậu thuẫn, giúp đánh bật Liên minh Tòa án Hồi giáo (ICU) đối thủ ở Mogadishu. Sau thất bại này, ICU chia thành nhiều phe phái khác nhau. Một số phần tử cực đoan hơn bao gồm Al-Shabaab đã tập hợp trở lại để tiếp tục nổi dậy chống lại TFG và phản đối sự hiện diện của quân đội Ethiopia ở Somalia. Trong suốt năm 2007 và 2008, Al-Shabaab đã ghi được nhiều chiến thắng quân sự và giành quyền kiểm soát các thị trấn và cảng quan trọng ở khu vực miền Trung và miền Nam Somalia. Cuối năm 2008, nhóm này đã chiếm được Baidoa nhưng không chiếm được Mogadishu. Đến tháng 1 năm 2009, Al-Shabaab và các lực lượng dân quân khác đã tìm cách buộc tội quân đội Ethiopia rút khỏi đất nước, bỏ lại lực lượng gìn giữ hòa bình của Liên minh châu Phi (AU) chưa được trang bị vũ trang. Một thỏa thuận chia sẻ quyền lực đã được diễn ra sau đó giữa một nhóm chia rẽ Hồi giáo do Sharif Sheikh Ahmed đứng đầu là Liên minh Tái giải phóng Somalia Djibouti (ARS-D) và Thủ tướng TFG Nur Hassan ở Djibouti. Al-Shabaab vốn đã tách khỏi các phần tử Hồi giáo ôn hòa của lực lượng nổi dậy, từ chối thỏa thuận hòa bình và tiếp tục chiếm đóng các vùng lãnh thổ.
Sau khi quốc hội tiếp nhận 275 quan chức từ phe đối lập Hồi giáo ôn hòa, lãnh đạo ARS Sheikh Ahmed được bầu làm Chủ tịch TFG vào ngày 31 tháng 1 năm 2009. Kể từ đó, các phần tử Hồi giáo cực đoan Al-Shabaab đã cáo buộc Chủ tịch TFG mới chấp nhận chính phủ chuyển tiếp thế tục và tiếp tục nội chiến kể từ khi ông đến Mogadishu tại dinh tổng thống vào đầu tháng 2 năm 2009.

## Dòng thời gian

### Năm 2009-2010: Chiến tranh bắt đầu
Al-Shabaab đã thề tuyên bố sẽ chống lại chính phủ. Vào ngày 4 tháng 2 năm 2009, bốn nhóm Hồi giáo bao gồm nhánh Eritrean Hassan Dahir Aweys của ARS đã hợp nhất vào tạo ra nhóm Hisbi Islam, để chống lại chính phủ mới của Sharif Sheikh Ahmed. Chủ tịch mới của TFG Sharif Sheikh Ahmed đã đến Mogadishu với tư cách tổng thống lần đầu tiên vào ngày 7 tháng 2 năm 2009. Al-Shabaab và các phần tử Hồi giáo cực đoan khác đã bắt đầu bắn vào chủ tịch mới của TFG vài giờ sau đó. Họ cáo buộc Tổng thống mới chấp nhận chính phủ chuyển tiếp thế tục.
Vào ngày 8 tháng 2, giao tranh ác liệt đã nổ ra ở miền nam Mogadishu.

### Năm 2016: Trận El Adde và sự hồi sinh của Al Shabaab
Vào ngày 15 tháng 1 năm 2016, Al Shabaab đã tấn công một căn cứ AMISOM do người Kenya điều hành ở El Adde Somalia, tràn qua khu nhà và giết chết khoảng 60 binh sĩ. Al Shabaab sau đó giành lại thị trấn quan trọng Marka, cách thủ đô 45 km và cảng Gard ở vùng Puntland (tháng 3/2016). Sự hồi sinh của Al Shabaab có thể kéo theo những hệ lụy nghiêm trọng đối với lĩnh vực nhân đạo.

### Năm 2017: Sự can thiệp của Mỹ
Vào cuối tháng 3 năm 2017, Tổng thống Donald Trump đã ký một chiến lược mới cho phép AFRICOM tự do hơn trong các hoạt động chống khủng bố.
Stars and Stripes đưa tin, ngoài việc đẩy mạnh các cuộc không kích, lực lượng đặc biệt của Mỹ trên tiền tuyến cùng với lực lượng Somali cũng được tăng cường, quân đội Mỹ thông thường đưa ra các bài học trong việc xây dựng các thể chế quốc phòng, với sự hỗ trợ thêm từ các quốc gia khác.

### Năm 2018-nay: Chiến tranh du kích

#### 2019
Vào năm 2019, Hoa Kỳ đã tham gia rất nhiều vào cuộc chiến, sử dụng các cuộc không kích. Vào ngày 14 tháng 4, AFRICOM đã giết chết Abdulhakim Dhuqub, một quan chức cấp cao của ISIS-Somalia, gần Xiriiro, vùng Bari. Vào ngày 25 tháng 10, một cuộc không kích của Hoa Kỳ nhằm vào các chiến binh Hồi giáo gần Ameyra, phía nam Bosaso, khiến ba thủ lĩnh của họ thiệt mạng.
Vào ngày 12 tháng 7, một vụ đánh bom xe hơi và tấn công bằng súng đã giết chết ít nhất 26 người, trong đó có hai nhà báo nổi tiếng và chín người nước ngoài, ở Kismayo, Lower Juba. Vào ngày 22 tháng 7, một vụ đánh bom đã khiến 17 người thiệt mạng và 28 người khác bị thương ở Mogadishu. Vào ngày 24 tháng 7, một kẻ đánh bom liều chết đã kích nổ bên trong văn phòng của Thị trưởng Mogadishu, giết chết sáu quan chức chính phủ; Thị trưởng Abdirahman Abdi Osman đã phải nhập viện tại Doha, Qatar trước khi qua đời vì vết thương của mình vào ngày 1 tháng 8.
Vào ngày 26 tháng 8, Quân đội Somalia đã chiếm được Burweryn từ al-Shabaab.
Vào ngày 28 tháng 12, một kẻ đánh bom xe tải liều chết al-Shabaab đã giết chết ít nhất 85 người tại một trạm kiểm soát của cảnh sát ở Mogadishu.

#### 2020

Xung đột vũ trang đang diễn ra trên thế giới vào năm 2020.

Vào ngày 5 tháng 1, các chiến binh al-Shabaab đã tấn công đường băng của căn cứ quân sự Camp Simba, nơi được sử dụng bởi lực lượng Mỹ và Kenya. Một quân nhân Hoa Kỳ và hai nhà thầu đã thiệt mạng; hai quân nhân Hoa Kỳ bị thương và bốn chiến binh cũng thiệt mạng trong cuộc đấu súng.
Vào ngày 19 tháng 3, quân đội Somalia đã chiếm được thị trấn Jamale từ al-Shabaab, với sự hỗ trợ của quân đội Hoa Kỳ.
Vào ngày 31 tháng 5, quân đội Somalia đã bắn chết khoảng 18 chiến binh al-Shabaab và làm bị thương một số người khác trong một chiến dịch được tiến hành ở khu vực Lower Shabelle phía nam.

#### 2021
Vào ngày 7 tháng 2, một quả bom bên đường đã phát nổ ở Dusmareb, Galguduud, giết chết 12 đặc vụ làm việc cho Cơ quan An ninh và Tình báo Quốc gia. Người đứng đầu cơ quan tình báo địa phương, Abdirashid Abdunur, nằm trong số những người bị giết.
Vào ngày 14 tháng 2, al-Shabaab giết hai binh sĩ SNA ở quận Awdheegle ở Lower Shabelle.
Vào ngày 2 tháng 3, al-Shabaab đã công khai giết 5 người bằng cách xử bắn vì bị cáo buộc làm gián điệp cho Hoa Kỳ và các cơ quan tình báo Somali ở Jilib, Middle Juba. Theo báo cáo, hàng trăm người đã tụ tập để xem các vụ giết người.
Vào ngày 5 tháng 3, một kẻ đánh bom xe liều chết đã giết chết ít nhất 20 người bên ngoài một nhà hàng ở Mogadishu.

#### 2022
Vào ngày 12 tháng 1, al-Shabaab đã lên tiếng nhận trách nhiệm về một vụ đánh bom xe khiến 8 người thiệt mạng và 9 người khác bị thương bên ngoài Sân bay Quốc tế Mogadishu, cơ sở đặt Đại sứ quán Hoa Kỳ và các cơ quan ngoại giao khác. Nhóm cho biết qua một địa chỉ radio rằng một đoàn xe gồm "các quan chức da trắng" là mục tiêu của vụ đánh bom.
Vào ngày 19 tháng 2, một vụ đánh bom liều chết tại một nhà hàng ở thành phố Beledweyne đã giết chết 14 người. Al-Shabaab sau đó đã lên tiếng nhận trách nhiệm.
Vào ngày 23 tháng 3, al-Shabaab thực hiện các cuộc tấn công ở Mogadishu và Beledweyne. Các chính trị gia Amina Mohamed Abdi và Hassan Dhuhul đã thiệt mạng.
Ngày 3 tháng 5, ít nhất 30 binh sĩ của Liên minh châu Phi, trong đó có 10 binh sĩ người Burundi, đã thiệt mạng sau khi các chiến binh al-Shabaab tấn công một căn cứ quân sự của Liên minh châu Phi gần làng Ceel Baraf, cách Mogadishu khoảng 100 km về phía bắc. Ít nhất 20 chiến binh Al-Shabaab đã bị giết.
Vào cuối tháng 7, al-Shabaab đã tiến hành một cuộc xâm lược Ethiopia với ít nhất 1.500 chiến binh. Quân nổi dậy đã chiếm được một thị trấn, tiến tới 150 km (93 mi) và gây tổn thất nặng nề cho quân Ethiopia trước khi bị lực lượng an ninh đánh lui.
Vào ngày 19 tháng 8, các chiến binh al-Shabaab đã tấn công một khách sạn ở Mogadishu, giết chết ít nhất 21 người và hơn 100 người bị thương. Đáp lại vụ tấn công khủng bố, Tổng thống Hassan Sheikh Mohamud đã tuyên bố "cuộc chiến toàn diện" chống lại al-Shabaab. Hợp tác với các lực lượng của Hoa Kỳ (những người đã góp phần không kích vào al-Shabaab, một trong số đó đã giết chết 27 chiến binh al-Shabaab mà không có thương vong dân sự nào được báo cáo), một chiến dịch tấn công bắt đầu làm suy yếu lực lượng của al-Shabaab ở khu vực Hiran. Các hoạt động tấn công đã được mô tả là "hoạt động tấn công kết hợp giữa Somali và ATMIS lớn nhất trong 5 năm".